# Rio Guavio
Rio Guavio (espanhol : Río Guavio) é um rio da Colômbia central. É um afluente para o direito do Rio Upía, na área de drenagem do Orinoco.
A Barragem Alberto Lleras está situada no Rio Guavio.